# Cemitério Municipal de Braço do Norte

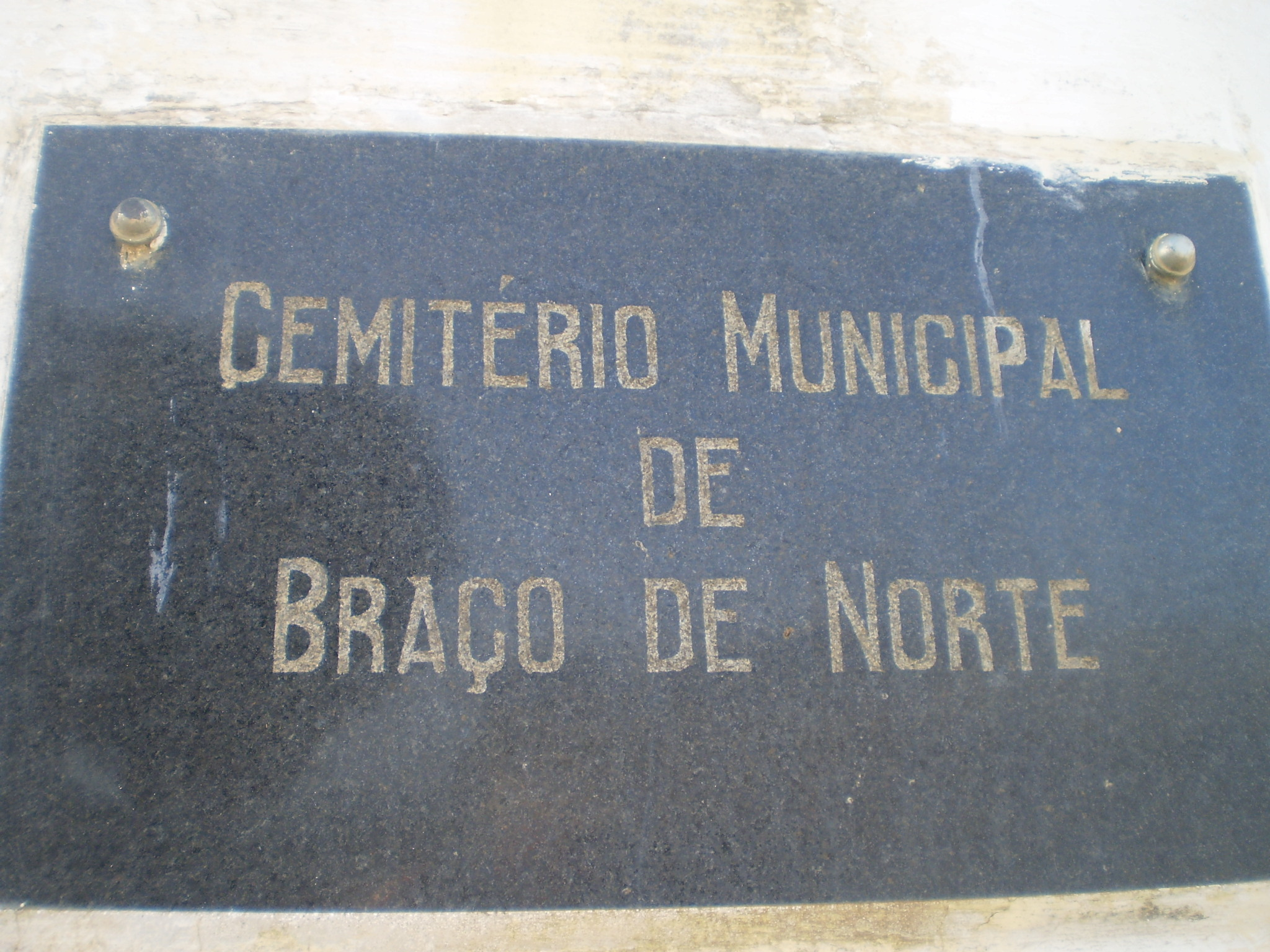
Eine Tafel markiert den Haupteingang des Friedhofs

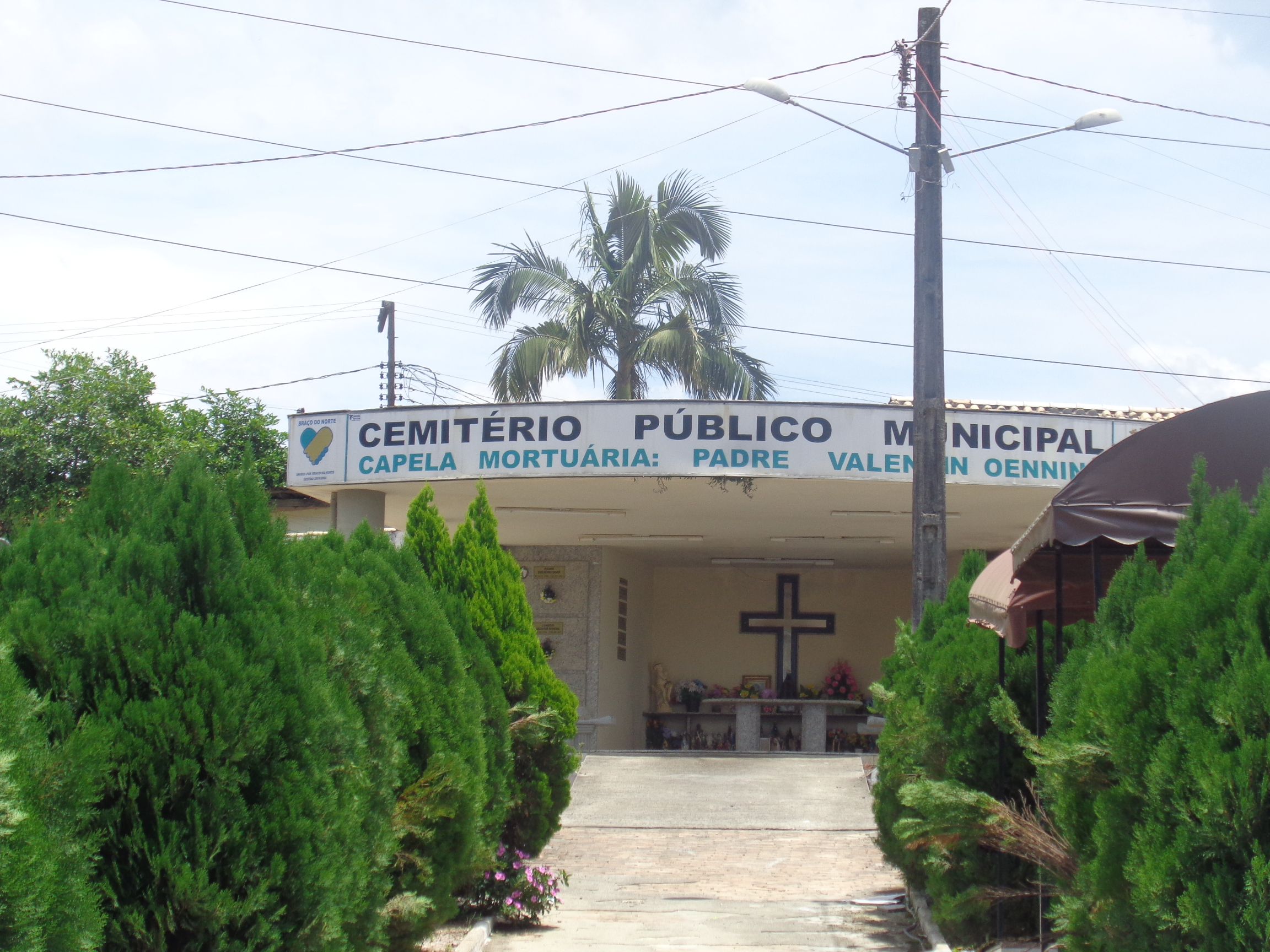
Friedhofskapelle

Der Cemitério Municipal de Braço do Norte ist ein kommunaler Friedhof in der brasilianischen Gemeinde Braço do Norte im Bundesstaat Santa Catarina.
Der Friedhof wurde 1951 errichtet. Er ersetzte den alten, an der Straße hinter dem Pfarrhaus liegenden Friedhof. Die dort bestatteten sterblichen Überreste wurden auf den neuen Friedhof überführt. 

## Gräber bekannter Personen

### Präfekten
- Daniel Bruning
- Dorvalino Locks
- Fredolino Kuerten
- Gelson Cláudio
- Lady Fornazza

### Geistliche
- Valentin Oenning

### Weitere Persönlichkeiten
- Augusto Witthinrich
- Fernando Kindermann
- Guilherme Daufenbach
- Heriberto Effting
- Jacó Batista Uliano
- Lino Lessa
- Newton de Andrade Collaço
- Nicodemus Philippi
- Olga Horn de Arruda
- Oswaldo Westphal
- Ricardo Witthinrich